# 保龍
百步蛇（排灣語：Vulung，音譯：保龍），是台灣排灣族傳說中的一條百步蛇，在部分太陽卵生的始祖傳說中負責孵化太陽產下的卵，為貴族的始祖。

## 傳說
遠古時期，太陽神卡道（Kadao/Qatau/Qadaw）降臨在卡加包根山的頂峰，產下了紅、白兩顆卵，並交由保龍照顧，不久，一對男女神從卵中出生，男神叫「普阿保龍」、女神叫「查爾姆姬兒」，他們後來成為排灣族貴族階級的祖先；另外，平民的祖先則是由一條叫做「麗萊」的青蛇孵化而成，也因為兩者各自由不同種類的蛇孵化而來，傳統上排灣族的貴族和平民是不能通婚的。

## 文化
百步蛇在排灣族的文化中，長期被視為「頭目」、「祖先」、「守護神」的象徵，是需要尊敬的存在，除了保龍的神話之外，也有許多貴族家族的起始傳說或其他版本的始祖傳說中認為百步蛇是他們的始祖，而在排灣族重要的雕像、衣物、文手或陶罐上，也會出現百步蛇的圖騰。